# Gerhard Gregor
Gerhard Gregor (* 17. September 1906 in Ruß, Memelland (jetzt Rusnė, Litauen); † 28. Oktober 1981 in Hamburg) war ein deutscher Organist und Pianist. Er gilt als einer der bedeutenden deutschen Organisten des letzten Jahrhunderts.

## Leben

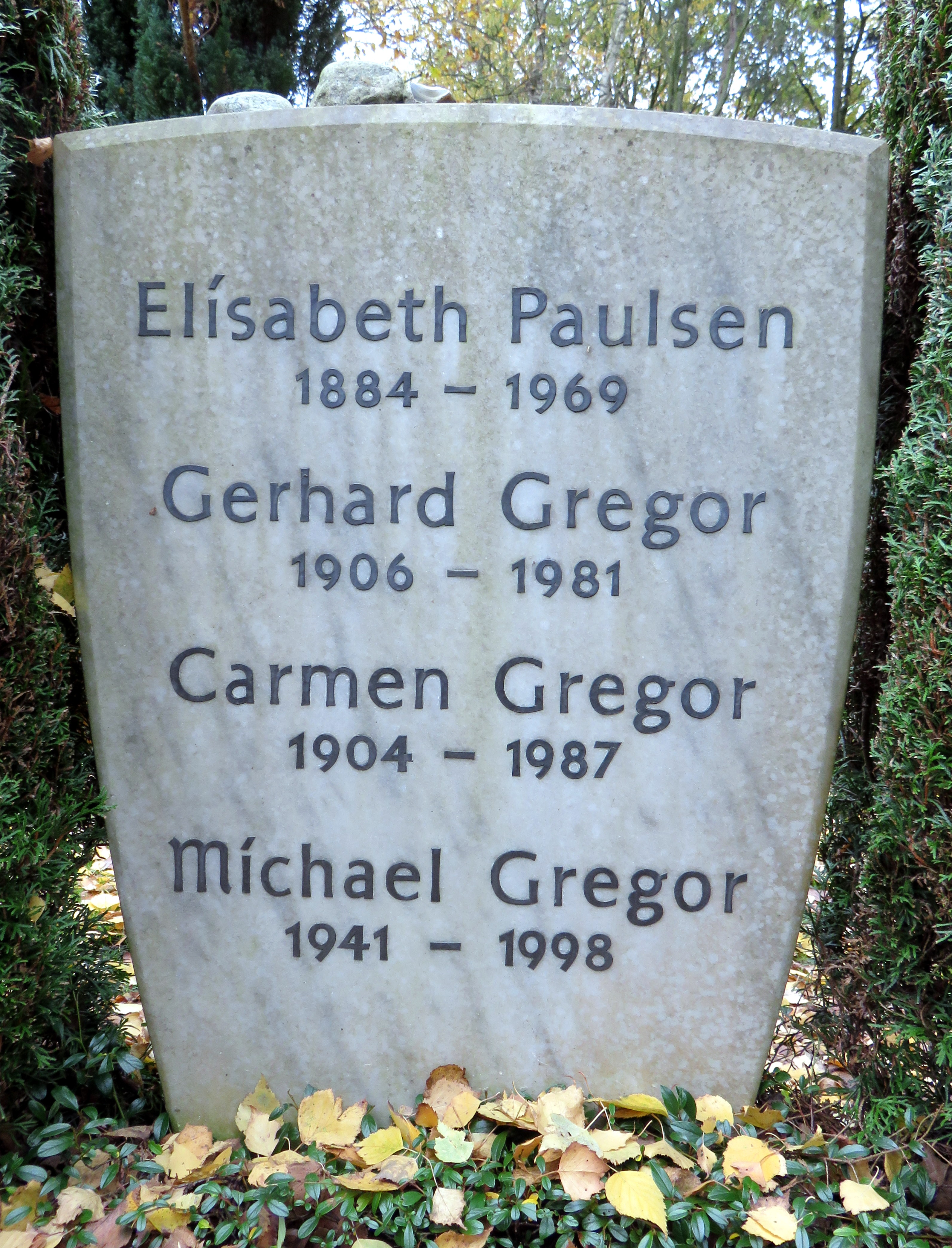
Grab Gerhard Gregor, auf dem Friedhof Ohlsdorf, 2019

Gregor studierte von 1925 bis 1928 Kirchenmusik an der staatlichen Akademie für Schul- und Kirchenmusik zu Berlin-Charlottenburg. Fasziniert von den Möglichkeiten der großen Kinoorgeln der Stummfilmzeit nahm er nach Abschluss seines Studiums eine Stelle als Kinoorganist in Hannover an und machte sich schon bald einen Namen als Stummfilm-Musiker.
Seine Fähigkeiten führten ihn 1930 zur NORAG in Hamburg, als in deren Studios eine für die Übertragung per Funk optimierte Kinoorgel der Firma M. Welte & Söhne installiert wurde. Auf diesem „Funkorgel“ genannten Instrument machte er sich vor, während und nach dem Zweiten Weltkrieg einen Namen als großer Organist, der die für die Zwecke des Rundfunks einmalige Fähigkeit besaß, die passende Musik zu den unterschiedlichsten Anlässen spielen zu können. Sein Repertoire umfasste sowohl Werke der Klassik als auch solche der modernen Unterhaltungs- und Tanzmusik. Er propagierte die Hammond-Orgel ebenso wie andere moderne Formen des Orgelspiels und erwies sich als ebenso überzeugender Pianist wie Virtuose des Cembalos. Nach dem Zweiten Weltkrieg war Gregor beim NWDR und nach dessen Spaltung beim NDR tätig. Von Gregor sind zahlreiche Aufnahmen erhalten und inzwischen teilweise auf CD veröffentlicht.
Zum 1. Mai 1933 war er der NSDAP beigetreten (Mitgliedsnummer 3.039.134).
Gregors Grab befindet sich auf dem Hamburger Friedhof Ohlsdorf.

## Hörspiele (Musik)
- 1947: Nun singen sie wieder (Orgel) – Regie: Otto Kurth
- 1947: Das Konzert (Klavier) – Regie: Ulrich Erfurth
- 1948: Der Zimmerherr (Orgel) – Regie: Erik Ode
- 1948: Das Bildnis des Dorian Gray (Klavier) – Regie: Hans Quest
- 1948: Eh’ noch reif die Ähren (Harmonika) – Regie: Kurt Reiss
- 1948: Das kleinere Übel (Akkordeon, Orgel) – Regie: Ludwig Cremer
- 1949: Du kannst mir viel erzählen (Klavier) – Regie: Ulrich Erfurth
- 1949: Das Leben geht weiter (Orgel) – Regie: Fritz Schröder-Jahn
- 1949: Die Drehorgeln (Orgel) – Regie: Kurt Reiss
- 1950: Bummel durch den November (Komposition, Orgel) – Regie: Curt Becker
- 1951: Sieben Tage (Hammond-Orgel) – Regie: Gottfried Lange
- 1951: Bummel durch den Dezember (Orgel) – Regie: Curt Becker
- 1951: Bummel durch den Januar (Orgel) – Regie: Curt Becker
- 1951: Bummel durch den Februar (Musiker) – Regie: Curt Becker
- 1951: Dat Redentiner Osterspill (Orgel) – Regie: Hans Freundt
- 1951: Bummel durch den April (Musiker) – Regie: Curt Becker
- 1951: Bummel durch den Mai (Musiker) – Regie: Curt Becker
- 1951: Bummel durch den Juni (Musiker) – Regie: Hans Rosenhauer
- 1951: Bummel durch den Juli (Musiker) – Regie: S. O. Wagner
- 1951: Bummel durch den August (Komposition) – Regie: Hans Rosenhauer
- 1951: Bummel durch den September (Komposition) – Regie: Hans Rosenhauer
- 1951: Die Butterblume (Komposition) – Regie: Hans Rosenhauer
- 1951: Bummel durch den Oktober (Komposition) – Regie: Hans Rosenhauer
- 1952: Der Doppelkopf von Trum (Klavier) – Regie: Kurt Reiss
- 1952: Bummel durch den März (Komposition) – Regie: Hans Rosenhauer
- 1952: Karussell zu verkaufen (Orgel) – Regie: Helmut Käutner
- 1952: De dütsche Slömer (Orgel; Cembalo) – Regie: Hans Freundt
- 1953: Romeo und Julia 1953 (Romeo und Julia in Berlin) (Orgel) – Regie: Gustav Burmester
- 1954: Meine Frau wohnt nebenan (Hammond-Orgel) – Regie: Erik Ode
- 1954: Karfreitag (Orgel) – Regie: Fritz Schröder-Jahn
- 1954: Meisterdetektiv Kalle Blomquist (Mehrteiler) (Orgel) – Regie: Kurt Reiss
- 1955: De snaaksche Vagel – Lütt achtersinnig Spill vull Hoeg (Komposition) – Regie: Hans Tügel
- 1955: Der Mensch aber ist gut (Orgel) – Regie: Ludwig Cremer
- 1955: Die Tochter des Brunnenmachers (Orgel) – Regie: Gustav Burmester
- 1955: Dat Spill von de Hilligen Dree Könige (Orgel) – Regie: Hans Mahler
- 1956: Der Leinwandmesser (Musiker) – Regie: Otto Kurth
- 1956: Das Haus voller Gäste (Hammond-Orgel) – Regie: Ludwig Cremer
- 1957: Julia un de Renaissance (Orgel) – Regie: Hans Tügel
- 1957: Old Man River (Hammond-Orgel) – Regie: Gustav Burmester
- 1957: Dat Düvelsexamen (Musiker) – Regie: Hans Tügel
- 1957: Das Wunder des San Gennaro (Orgel) – Regie: Fritz Schröder-Jahn
- 1958: Festianus, Märtyrer (Cembalo) – Regie: Gustav Burmester
- 1958: Das Efeublatt (Orgel) – Regie: Gustav Burmester
- 1959: Die Karaffe (Orgel) – Regie: Kurt Reiss
- 1959: Das Licht in der Finsternis (Komposition) – Regie: Gerlach Fiedler
- 1961: Auf einer Bank an der Finchley Road (Orgel) – Regie: Fritz Schröder-Jahn
- 1963: De Dood in’n Appelboom (Orgel) – Regie: Heinz Lanker
- 1963: Die Ordonier und die Arnitarier (Hammond-Orgel) – Regie: Hans Lietzau
- 1966: Eine leidenschaftliche Verwechslung (Hammond-Orgel) – Regie: Fritz Schröder-Jahn
- 1966: Ergänzungsbericht (Klavier) – Regie: Fritz Schröder-Jahn
- 1966: Philoktet (Hammond-Orgel) – Regie: Fritz Schröder-Jahn
- 1966: Der Mann mit dem Hund oder: Viele Hunde sind des Hasen Tod (Hammond-Orgel) – Regie: Jiri Horcicka
- 1967: Wiegenlied für einen Enthaupteten (Hammond-Orgel) – Regie: Fritz Schröder-Jahn
- 1967: Der Bräutigam (Orgel) – Regie: Fritz Schröder-Jahn
- 1967: Dat nige Kleed (Klavier) – Regie: Günther Siegmund
- 1967: De mit dat Teken (Komposition, E-Orgel) – Regie: Curt Timm
- 1967: Das wilde Auge (Orgel) – Regie: Heinz Hostnig
- 1969: Dat niege Klavier (Klavier) – Regie: Hans Tügel
- 1971: Rebbel dat Bettlaken op (Klavier) – Regie: Günter Jansen
- 1971: Die Tanten (Harmonium) – Regie: Heinz Hostnig
- 1973: Ehrenhändel (Celesta) – Regie: Hans Rosenhauer
- 1977: Die wahre Geschichte der gutherzigen Dirne Antonie Prussik (Orgel) – Regie: Friedhelm Ortmann